# صندوق الاستقرار المالي اليوناني
صندوق الاستقرار المالي اليوناني (باليونانية: Ταμείο Χρηματοπιστωτικής Σταθερότητας)‏، أو (HFS) هو أداة يونانية ذات أغراض خاصة تم إنشاؤها للمساعدة في استقرار القطاع المصرفي اليوناني في خضم أزمة ديون الحكومة اليونانية.

## وصلات خارجية
- موقع الصندوق